# Anikó Kapros
Anikó Kapros (née le 11 novembre 1983 à Budapest) est une joueuse de tennis hongroise.
À l'heure actuelle, elle n'a pas encore remporté de titre WTA en simple.

## Palmarès

### Titre en simple dames
Aucun

### Finale en simple dames
| No | Date       | Nom et lieu du tournoi | Catégorie | Dotation  | Surface    | Vainqueure      | Score          |          |
| -- | ---------- | ---------------------- | --------- | --------- | ---------- | --------------- | -------------- | -------- |
| 1  | 29/09/2003 | AIG Japan Open, Tokyo  | Tier III  | 170 000 $ | Dur (ext.) | Maria Sharapova | 2-6, 6-2, 7-65 | Parcours |

## Parcours en Grand Chelem

### En simple dames
| Année | Open d'Australie | Open d'Australie    | Internationaux de France | Internationaux de France | Wimbledon      | Wimbledon         | US Open         | US Open            |
| ----- | ---------------- | ------------------- | ------------------------ | ------------------------ | -------------- | ----------------- | --------------- | ------------------ |
| 2001  | -                | -                   | -                        | -                        | -              | -                 | 1er tour (1/64) | Katarina Srebotnik |
| 2002  | 1er tour (1/64)  | Francesca Schiavone | 3e tour (1/16)           | Mary Pierce              | -              | -                 | -               | -                  |
| 2003  | 1er tour (1/64)  | Rita Grande         | -                        | -                        | 3e tour (1/16) | Elena Dementieva  | 1er tour (1/64) | Justine Henin      |
| 2004  | 4e tour (1/8)    | Fabiola Zuluaga     | 1er tour (1/64)          | Patty Schnyder           | 2e tour (1/32) | Anastasia Myskina | 1er tour (1/64) | Vera Dushevina     |
| 2005  | 1er tour (1/64)  | Maria Kirilenko     | -                        | -                        | -              | -                 | -               | -                  |

À droite du résultat, l’ultime adversaire.

### En double dames
| Année | Open d'Australie              | Open d'Australie          | Internationaux de France | Internationaux de France | Wimbledon | Wimbledon | US Open | US Open |
| ----- | ----------------------------- | ------------------------- | ------------------------ | ------------------------ | --------- | --------- | ------- | ------- |
| 2004  | 1er tour (1/32) Melinda Czink | Petra Mandula P. Wartusch | -                        | -                        | -         | -         | -       | -       |
| 2005  | 2e tour (1/16) J. Janković    | Janet Lee Peng Shuai      | -                        | -                        | -         | -         | -       | -       |

Sous le résultat, la partenaire ; à droite, l’ultime équipe adverse.

## Parcours aux Jeux olympiques

### En double dames
| # | Date       | Nom de l'olympiade           | Surface    | Résultat        | Partenaire    | Ultimes adversaires        | Score         |          |
| - | ---------- | ---------------------------- | ---------- | --------------- | ------------- | -------------------------- | ------------- | -------- |
| 1 | 15/08/2004 | Olympic Tennis Event Athènes | Dur (ext.) | 1er tour (1/16) | Melinda Czink | Akiko Morigami Saori Obata | 3-6, 7-5, 6-3 | Parcours |

## Parcours en Fed Cup
| #                                                               | Date       | Lieu       | Surface      | Gagnante(s)                       | Perdante(s)                         | Score         |          |
|                                                                 |            |            |              |                                   |                                     |               |          |
| 2001 - 1er tour (groupe mondial) - Slovaquie - Hongrie - 4 : 1  |            |            |              |                                   |                                     |               |          |
| 1                                                               | 28/04/2001 | Bratislava | Terre (ext.) | Henrieta Nagyová                  | Anikó Kapros                        | 4-6, 6-2, 7-5 | Parcours |
| 1                                                               | 28/04/2001 | Bratislava | Terre (ext.) | Anikó Kapros Petra Mandula        | Karina Habšudová Daniela Hantuchová | 6-2, 5-7, 7-5 | Parcours |
|                                                                 |            |            |              |                                   |                                     |               |          |
| 2001 - Barrage (groupe mondial I) - Hongrie - Israël - 3 : 0    |            |            |              |                                   |                                     |               |          |
| 2                                                               | 21/07/2001 |            | Terre (ext.) | Tzipora Obziler Hila Rosen        | Zsofia Gubacsi Anikó Kapros         | Non joué      | Parcours |
|                                                                 |            |            |              |                                   |                                     |               |          |
| 2002 - 1er tour (groupe mondial) - Espagne - Hongrie - 4 : 1    |            |            |              |                                   |                                     |               |          |
| 3                                                               | 27/04/2002 | Almería    | Terre (ext.) | Virginia Ruano Arantxa Sánchez    | Zsofia Gubacsi Anikó Kapros         | 7-5, 6-2      | Parcours |
|                                                                 |            |            |              |                                   |                                     |               |          |
| 2002 - Barrage (groupe mondial I) - Hongrie - Argentine - 0 : 5 |            |            |              |                                   |                                     |               |          |
| 4                                                               | 20/07/2002 | Budapest   | Terre (ext.) | Mariana Díaz-Oliva Laura Montalvo | Anikó Kapros Kyra Nagy              | 3-6, 6-4, 6-0 | Parcours |

## Classements WTA en fin de saison

### En simple
| Année | 2000 | 2001 | 2002 | 2003 | 2004 | 2005 | 2006 | 2007 | 2008 | 2009 | 2010 |
| Rang  | 582  | 111  | 105  | 92   | 86   | 242  | 236  | 501  | 261  | 209  | 326  |

Source : (en) « Classements de Anikó Kapros », sur le site officiel du WTA Tour

### En double
| Année | 2000 | 2001 | 2002 | 2003 | 2004 | 2005 | 2006 | 2007 | 2008 | 2009 | 2010 |
| Rang  | 365  | 365  | 358  | 335  | -    | 366  | -    | -    | -    | 228  | 841  |

Source : (en) « Classements de Anikó Kapros », sur le site officiel du WTA Tour